# 연해
연해(緣海, 문화어: 곁바다)는 대륙에 접한 대양의 일부를 말한다. 섬이나 열도, 반도 등으로 대양과 나뉜다. 그러나 지중해와는 달리 연해에는 대양처럼 해류가 흐른다.
태평양의 연해:
- 황해(한반도)
- 동해(한반도)
- 베링해(알류샨 열도로 구분)
- 오호츠크해(쿠릴 열도)
- 동중국해(류큐 제도)
- 남중국해(필리핀)

대서양의 연해:
- 북해(그레이트브리튼섬)
- 아일랜드해(아일랜드섬)

인도양의 연해:
- 안다만해(안다만 제도와 니코바르 제도)

태즈먼해는 가까스로 연해로 분류할 수 있으나, 아라비아해는 연해에 속하지 않는다.